# قرار مجلس الأمن التابع للأمم المتحدة رقم 2089
قرار مجلس الأمن التابع للأمم المتحدة رقم 2089، المتخذ في 24 يناير2013. امتنعت أذربيجان عن التصويت.

## روابط خارجية
- نص القرار في undocs.org